# Liste des plus hauts immeubles de Las Vegas
Cet article concerne une liste des plus hauts immeubles de Las Vegas, dans l'État du Nevada, aux États-Unis. Depuis la construction du Las Vegas Hilton en 1969 une soixantaine de gratte-ciel (immeuble de  100 mètres de hauteur et plus) ont été construits à Las Vegas, la très grande majorité depuis les années 1990.
Le rythme des constructions s'est cependant beaucoup ralenti avec la crise des subprimes de 2007/2008. La construction de certains bâtiments a dû être interrompue, comme celle du Fontainebleau Resort Las Vegas.

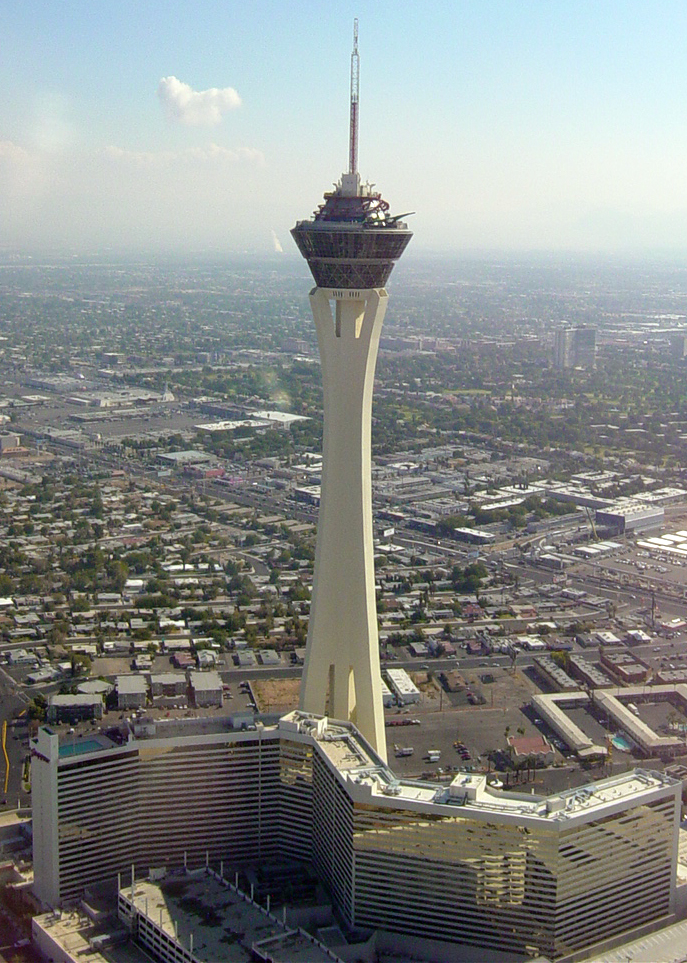
Stratosphere Las Vegas

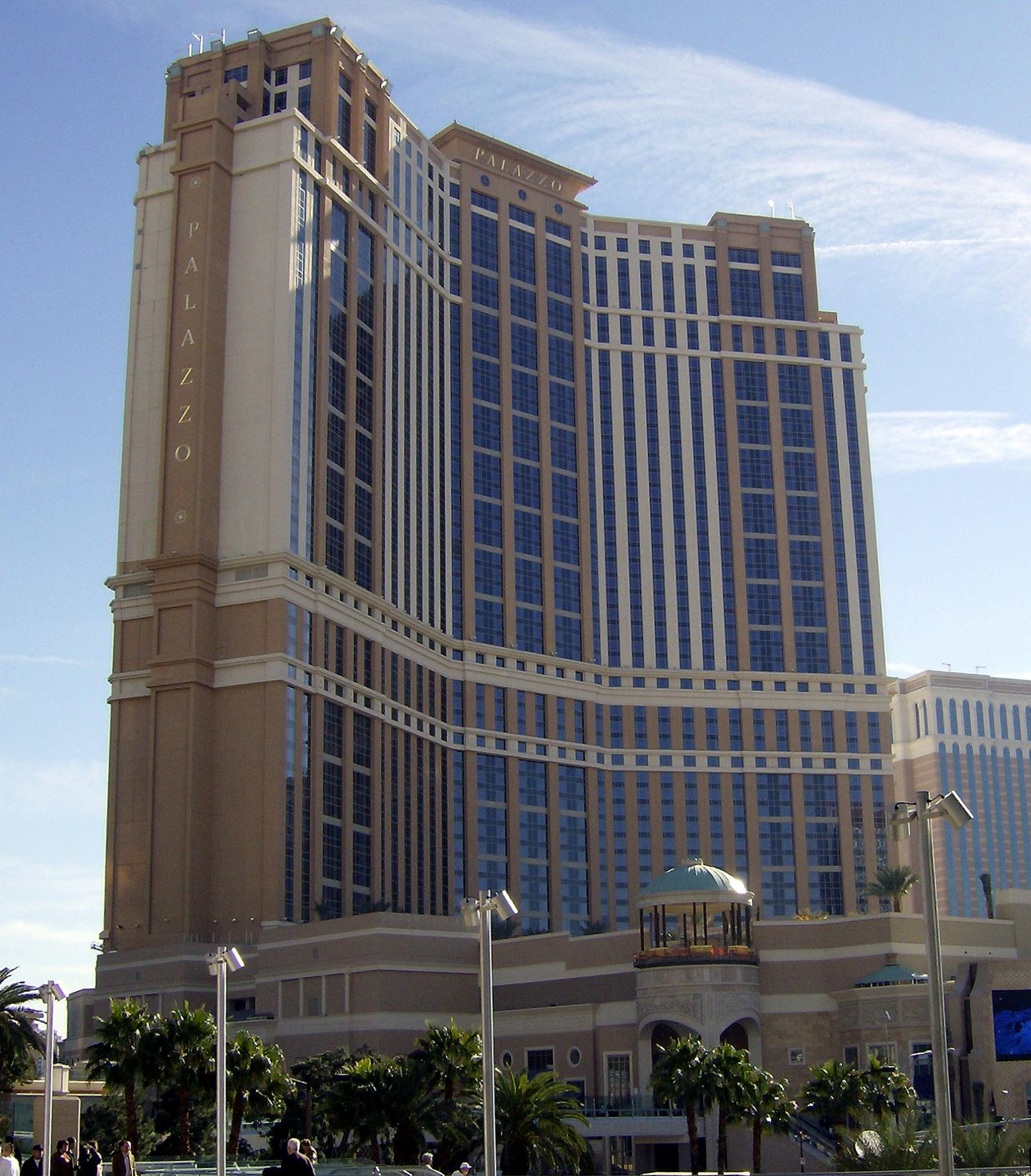
The Palazzo

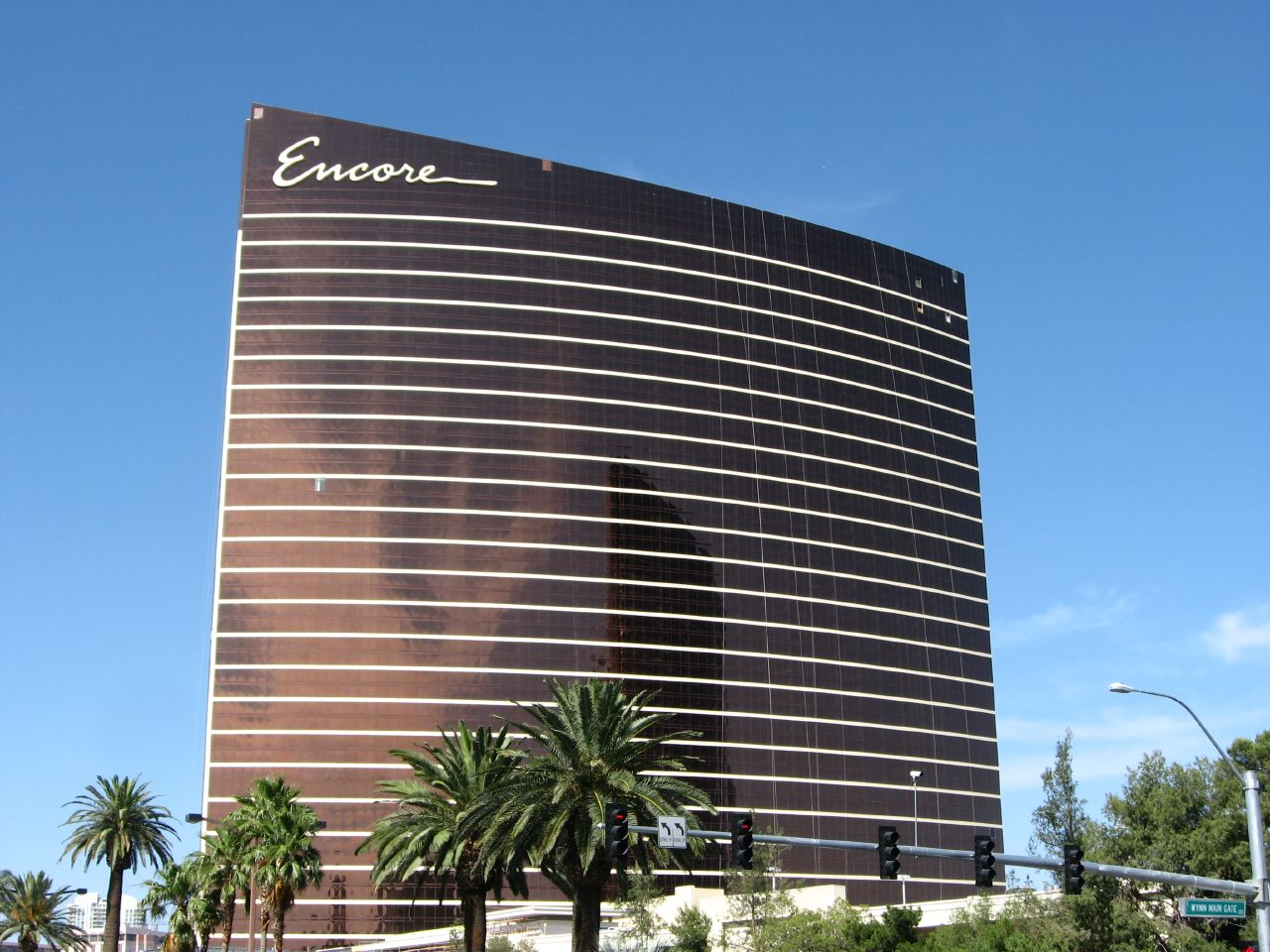
Encore Suites

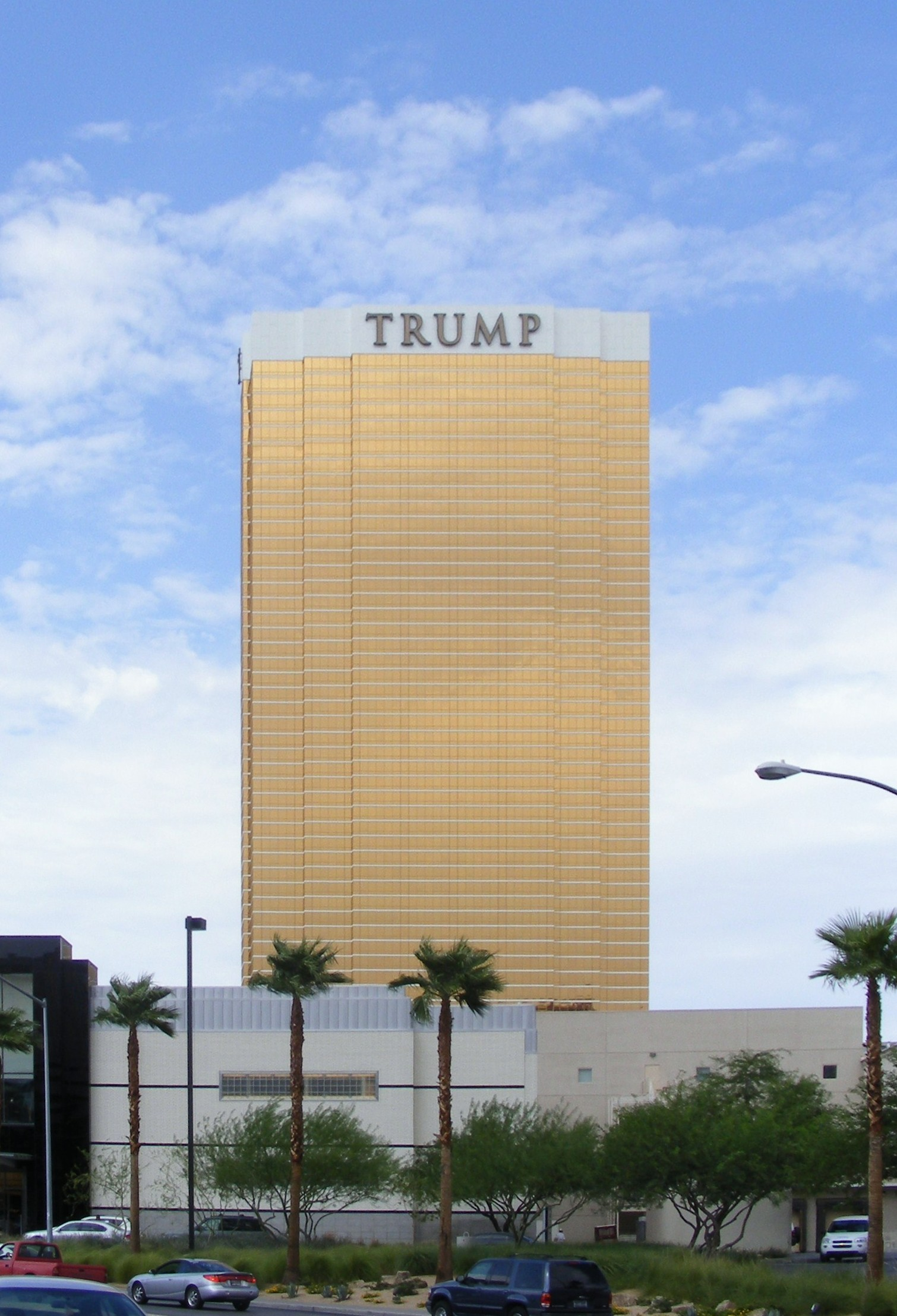
Trump Las Vegas

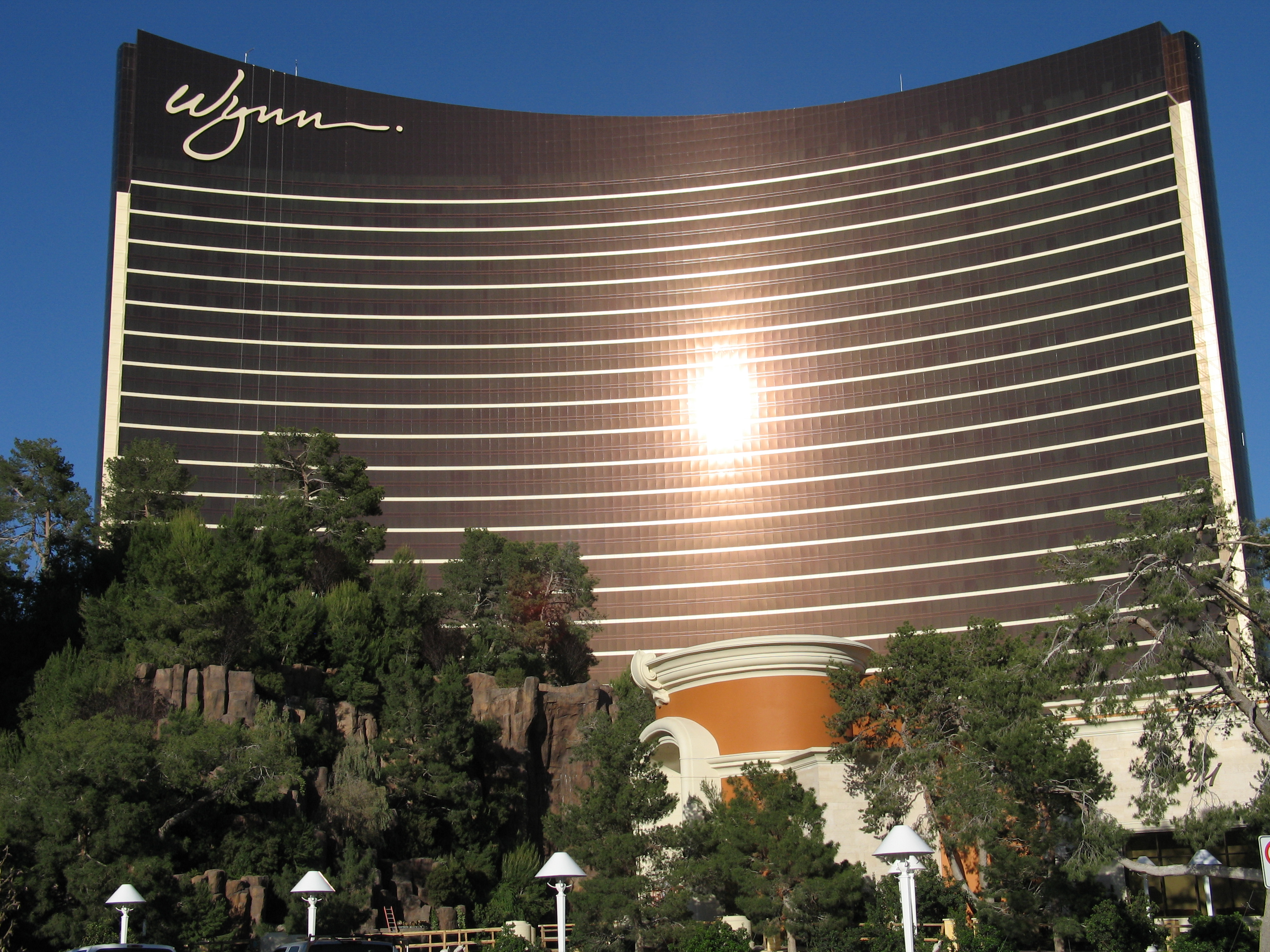
Wynn Las Vegas

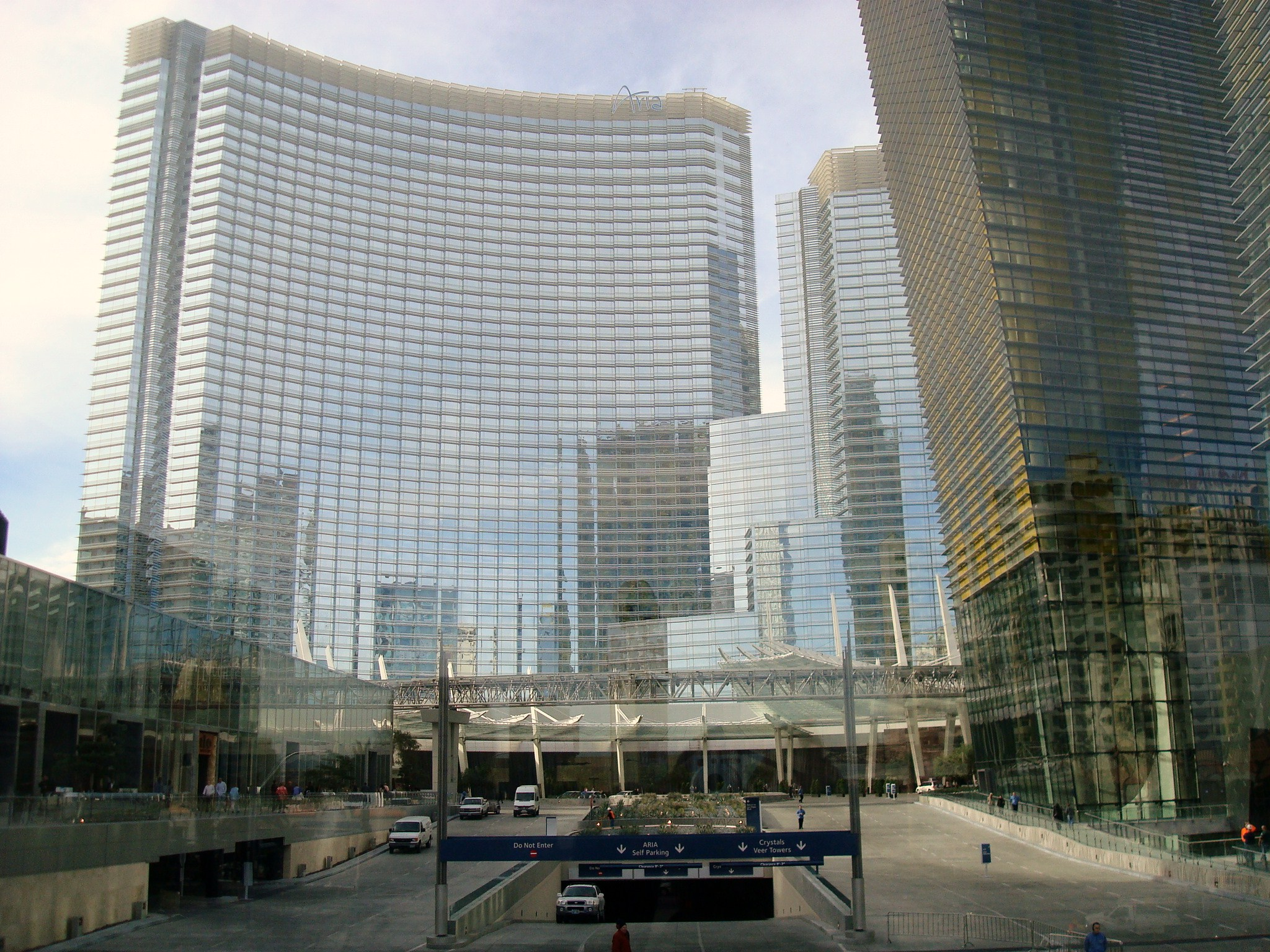
Aria Resort & Casino

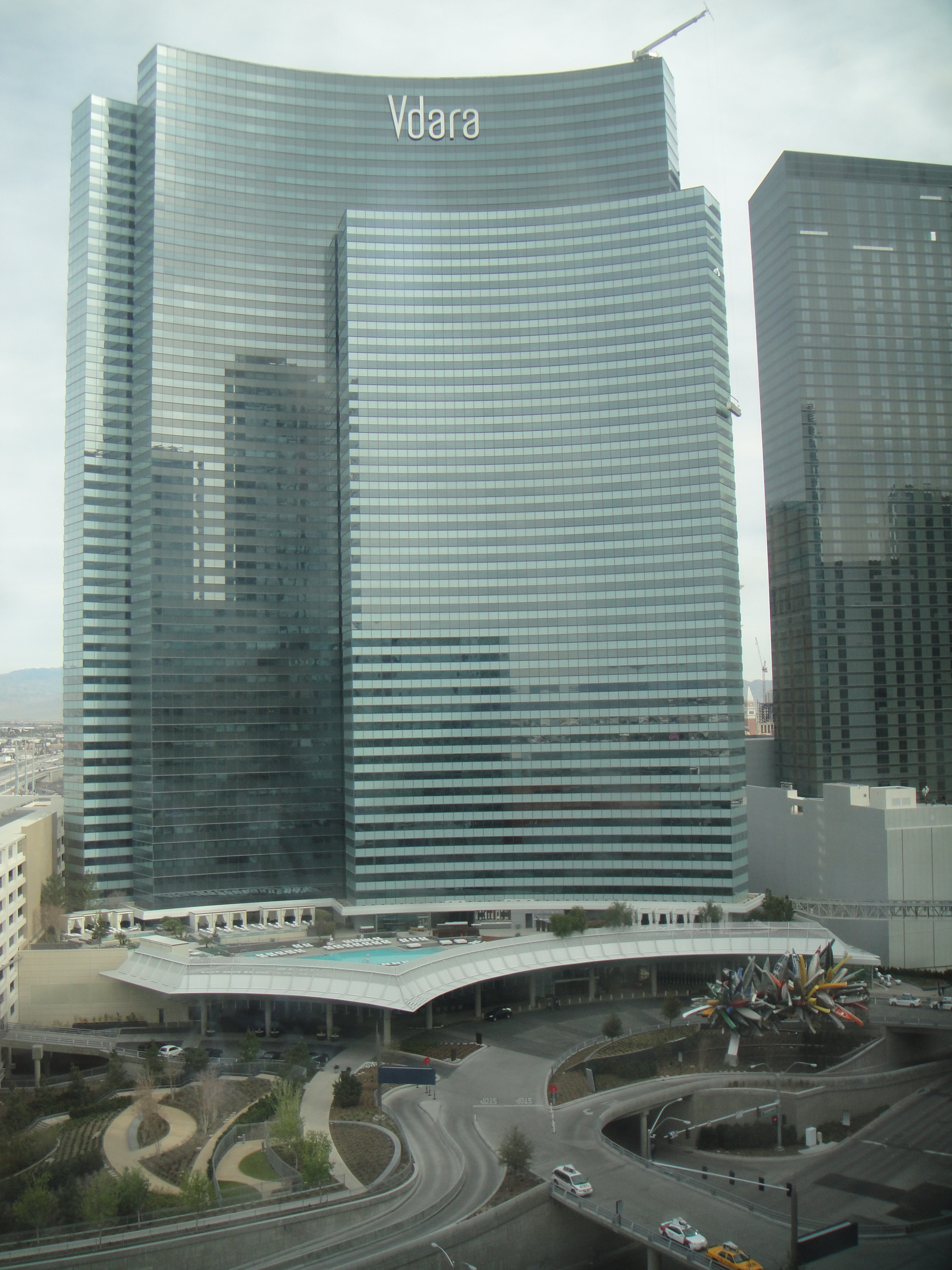
Vdara

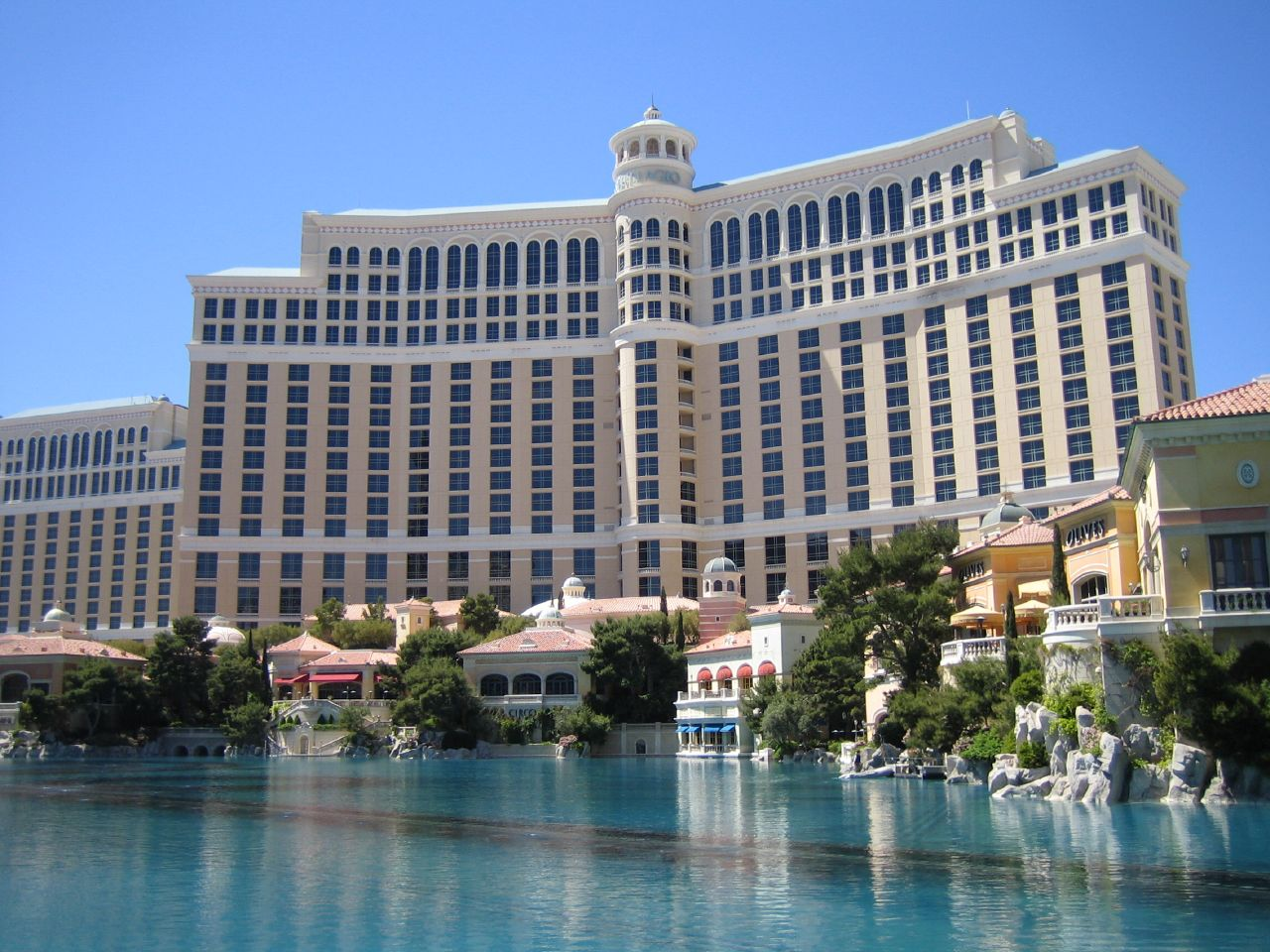
Bellagio (Las Vegas)

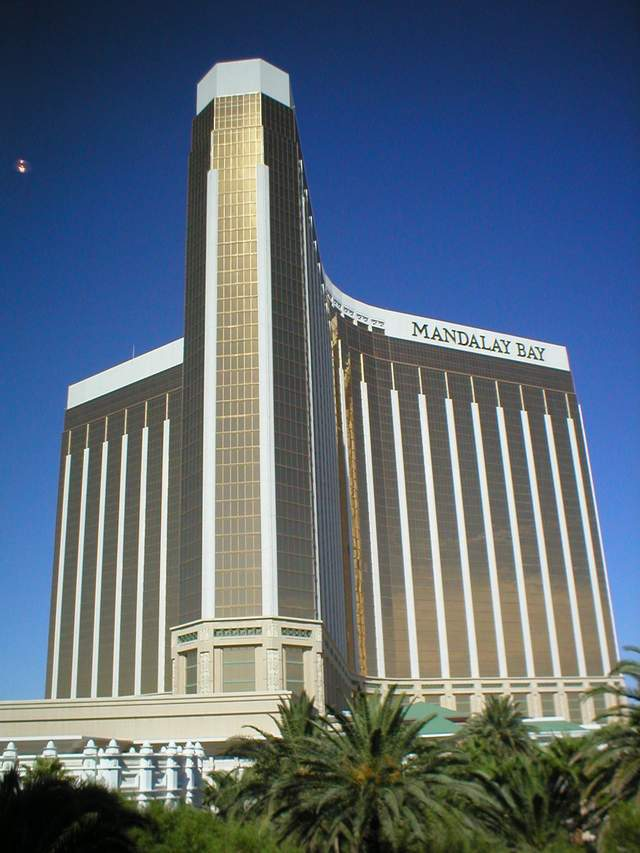
Mandalay Bay Resort and Casino

En 2014, la liste des immeubles d'au minimum 100 mètres de hauteur est la suivante d'après Emporis,;
| Rang | Nom                                              | Hauteur | Étages | Année |
| ---- | ------------------------------------------------ | ------- | ------ | ----- |
| 1    | Stratosphere Las Vegas                           | 350 m   | 12     | 1996  |
| 2    | The Palazzo                                      | 196 m   | 53     | 2007  |
| 3    | Encore Suites                                    | 192 m   | 48     | 2008  |
| 4    | Trump Las Vegas                                  | 190 m   | 64     | 2008  |
| 5    | Wynn Las Vegas                                   | 187 m   | 45     | 2005  |
| 6    | The Cosmopolitan Casino Club                     | 184 m   | 53     | 2010  |
| 6    | The Cosmopolitan Beach Club                      | 184 m   | 51     | 2010  |
| 8    | Aria Resort & Casino                             | 183 m   | 60     | 2009  |
| 8    | Planet Hollywood Towers                          | 183 m   | 50     | 2009  |
| 10   | Vdara                                            | 169 m   | 57     | 2009  |
| 11   | Mandarin Oriental Hotel Las Vegas                | 164 m   | 56     | 2009  |
| 12   | New York-New York Hotel & Casino                 | 161 m   | 49     | 1997  |
| 13   | Palms Place                                      | 158 m   | 47     | 2008  |
| 14   | Panorama Tower North                             | 156 m   | 45     | 2009  |
| 15   | Bellagio (Las Vegas)                             | 155 m   | 36     | 1998  |
| 16   | Sky Las Vegas                                    | 152 m   | 45     | 2007  |
| 17   | THEhotel at Mandalay Bay                         | 148 m   | 64     | 1999  |
| 18   | Panorama Tower III                               | 147 m   | 42     | 2009  |
| 19   | Mandalay Bay Resort and Casino                   | 146 m   | 43     | 1999  |
| 20   | Turnberry Place 1                                | 145 m   | 38     | 2001  |
| 20   | Turnberry Place 2                                | 145 m   | 38     | 2002  |
| 20   | Turnberry Place 3                                | 145 m   | 38     | 2004  |
| 20   | Turnberry Place 4                                | 145 m   | 38     | 2006  |
| 24   | The Signature at MGM Grand - Tower I             | 145 m   | 38     | 2006  |
| 24   | The Signature at MGM Grand - Tower II            | 145 m   | 38     | 2006  |
| 24   | The Signature at MGM Grand - Tower III           | 145 m   | 38     | 2007  |
| 24   | The Venetian                                     | 145 m   | 40     | 1999  |
| 28   | Allure Las Vegas                                 | 142 m   | 41     | 2007  |
| 29   | Palms casino-resort                              | 140 m   | 40     | 2006  |
| 30   | Marriott's Grand Chateau 3                       |         | 37     | 2014  |
| 31   | Turnberry Towers East Tower                      | 138 m   | 45     | 2007  |
| 32   | Turnberry Towers West Tower                      | 138 m   | 45     | 2008  |
| 33   | Veer Tower 1                                     | 137 m   | 37     | 2010  |
| 33   | Veer Tower 2                                     | 137 m   | 37     | 2010  |
| 35   | Caesars Palace                                   | 133 m   | 29     | 1998  |
| 36   | Masquerade Tower (Rio All Suite Hotel and Casino | 129 m   | 42     | 1997  |
| 36   | Palms Casino Hotel                               | 129 m   | 42     | 2001  |
| 38   | Panorama Tower 1                                 | 128 m   | 33     | 2006  |
| 38   | Panorama Tower 2                                 | 128 m   | 32     | 2008  |
| 40   | Planet Hollywood Resort and Casino               | 124 m   | 39     | 2000  |
| 41   | Hilton Grand Vacations                           | 123 m   | 38     | 2006  |
| 42   | Fitzgeralds Las Vegas                            | 122 m   | 34     | 1979  |
| 43   | Circus Circus West Tower                         | 121 m   | 35     | 1996  |
| 44   | Bellagio Spa Tower                               | 119 m   | 33     | 2004  |
| 45   | Las Vegas Hilton                                 | 114 m   | 30     | 1969  |
| 45   | Flamingo Las Vegas                               | 114 m   | 30     | 1995  |
| 47   | Marriott's Grand Chateau 1&2                     | 113 m   | 37     | 2011  |
| 48   | Treasure Island Hotel and Casino                 | 112 m   | 36     | 1993  |
| 48   | Paris Las Vegas                                  | 112 m   | 34     | 1999  |
| 50   | Augustus Tower (Caesars Palace)                  | 111 m   | 26     | 2005  |
| 50   | South Point Hotel, Casino, and Spa               | 111 m   | 25     | 2005  |
| 52   | Monte Carlo (casino)                             | 110 m   | 32     | 1996  |
| 53   | Luxor Hotel                                      | 107 m   | 30     | 1993  |
| 53   | Octavius Tower (Caesars Palace)                  | 107 m   | 23     | 2012  |
| 55   | Harrah's Las Vegas Carnaval Tower                | 106 m   | 35     | 1989  |
| 56   | The Mirage                                       | 102 m   | 31     | 1989  |
| 56   | Newport Lofts                                    | 102 m   | 23     | 2007  |
| 58   | Circus Circus Skyrise Tower                      | 100 m   | 29     | 1986  |